# Daždevnjakov rep
Daždevnjakov rep (saururus, lat. Saururus), manji biljni rod iz porodice saururusovki, koja pripada radu paparolike. sastoji se od svega dvije priznate vrste, i to jedna, Saururus cernuus, iz Sjeverne Amerike i druga S. chinensis, iz Azije.
Daždevnjakov rep je vodena trajnica, lokalno nazivana Lizard’s tail. Latinski naziv Saururus, dolazi od grčkih riječi sauros, što znači gušter i oura što znači rep.

## Vanjske poveznice
|  | Zajednički poslužitelj ima još gradiva o temi Saururus |
|  | Wikivrste imaju podatke o taksonu Saururus             |